# Wenera 14
Wenera 14 – radziecka sonda kosmiczna do badania Wenus, wystrzelona 4 listopada 1981 z kosmodromu Bajkonur. Była identyczna jak wystrzelona 5 dni wcześniej Wenera 13.

## Cele misji
Sonda miała przeprowadzić badania geologiczne, atmosferyczne i klimatyczne. Wyniki tych badań miały posłużyć sformułowaniu wniosków o kosmologii Układu Słonecznego. Eksperymenty naukowe dotyczyły:
- struktury i dynamiki atmosfery
- chemicznego i izotopowego składu atmosfery
- charakterystyk fizycznych i składu chmur
- składu gruntu na powierzchni
- jej charakterystyk fizycznych i geologicznych
- budowy wewnętrznej planety

## Misja
Po czterech miesiącach (121 dniach) lotu, lądownik oddzielił się od platformy przelotowej (orbitera) i wszedł w atmosferę wenusjańską 5 marca 1982. Do wyhamowania użyto spadochronów, które zostały odrzucone 50 km nad powierzchnią planety, później ich rolę przejął prosty hamulec aerodynamiczny. Lądownik wylądował ok. 950 km na południowy zachód od lądownika Wenery 13, w miejscu o współrzędnych: 13°15'S, 310°E. Prędkość lądowania wynosiła 8 m/s. Po wylądowaniu uruchomiono obrazowanie panoramy i wiercenie podłoża w celu otrzymania próbki. W związku z panującą tam temperaturą 465 °C lądownik uległ stopieniu po 57 minutach pracy (zakładano, że będzie pracował przez 32 minuty). W trakcie przelotu obok Wenus orbiter przekazywał dane z lądownika na Ziemię, po czym wszedł na orbitę heliocentryczną.

## Rezultaty misji
Dane telemetryczne odbierane były za pomocą anteny o średnicy 70 metrów. Po raz pierwszy zmierzono strumień promieniowania UV ze Słońca w atmosferze planety. Większość promieniowania jest pochłaniana na wysokości 60 km, co tłumaczy niezwykłe charakterystyki ruchu atmosfery Wenus. Zmierzono zawartość wszystkich gazów szlachetnych w atmosferze planety. Wykonano pomiary w głębokich warstwach atmosfery i wykryto niewielkie ilości H2, COS i H2S. Przeprowadzono badania na obecność pary wodnej bezpośrednio i optycznie. Dokonano analizy gruntu planety. Sfotografowano barwną panoramę planety. Fotografie miejsca lądowania pokazały, że materiał powierzchniowy ma charakter osadowy lub tufów o uwarstwieniu poziomym. Powierzchnia ma charakter potasowo-wapniowych bazaltów. Występują pierwiastki: Mg, Al, Si, Cl, K, Ca, Ti, Mn, Fe, w tym: MgO – 11,4%, Al2O3 – 15,8%, SiO2 – 45,1%, K2O – 4,0%, CaO – 7,1%, TiO2 – 1,6%, FeO – 9,3%. Zmierzono kilka drgań mikrosejsmicznych.